# Invalidnost
Invalidnost je trajna telesna ali duševna okvara posameznika, ki je z medicinskim zdravljenjem ali rehabilitacijo ni mogoče odpraviti. Zakon o pokojninskem in invalidskem zavarovanju RS razvršča invalidnost v tri kategorije:
1. kategorija: če zavarovanec ni več zmožen opravljati organiziranega pridobitnega dela ali, če je pri njem podana poklicna invalidnost, nima pa več preostale delovne zmožnosti;
2. kategorija: če je zavarovančeva delovna zmožnost za svoj poklic zmanjšana za 50% ali več;
3. kategorija: če zavarovanec z ali brez predhodne poklicne rehabilitacije ni več zmožen za delo s polnim delovnim časom, lahko pa opravlja določeno delo vsaj s polovico polnega delovnega časa oziroma če je zavarovančeva delovna zmožnost za svoj poklic zmanjšana za manj kot 50% ali, če zavarovanec še lahko dela v svojem poklicu s polnim delovnim časom, vendar pa ni zmožen za delo na delovnem mestu, na katerega je razporejen.